# المعلقة (أم الفحم)

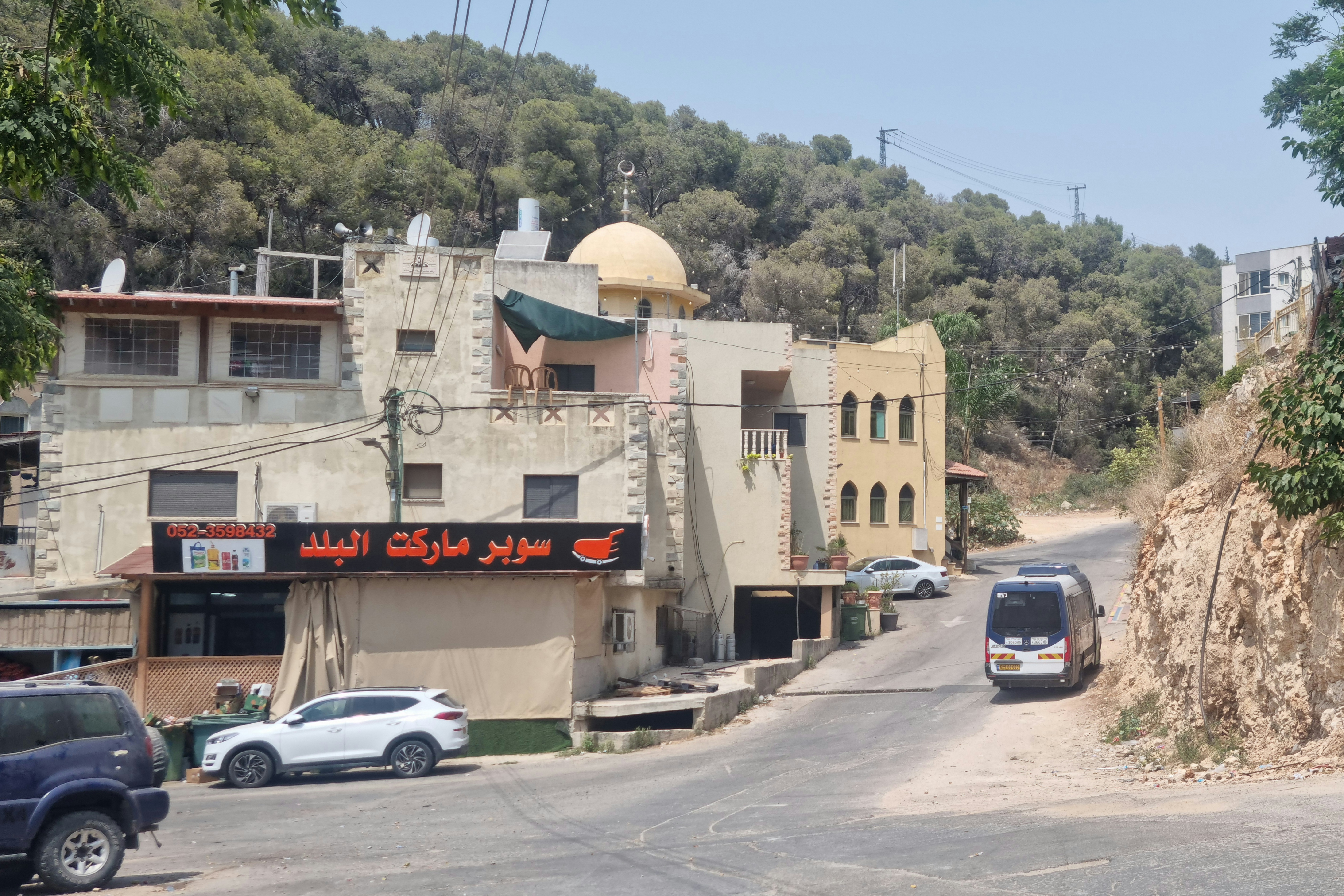
حي المعلقة في أم الفحم

المُعَلَّقة هو أحد أحياء مدينة أم الفحم في فلسطين، ويفصله عن بقية المدينة أحراش كثيفة. في أواخر عام 1992 وافقت وزارة الداخلية على ضمه إلى أم الفحم كأحد أحيائها، وذلك بعد سنوات من رفض الوزارة ولجنة المحافظة على الأراضي الزراعية.

## التسمية
سُمّي الحي بهذا الاسم نسبةً إلى أشجار العُلِّيك المنتشرة بكثرة في المنطقة.

## التاريخ

### الانتداب البريطاني

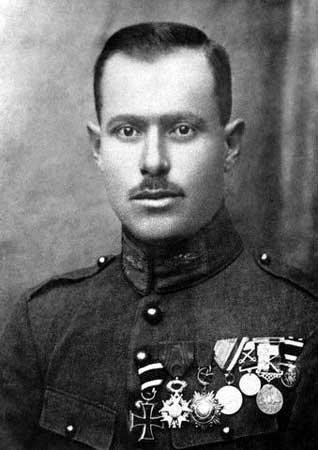
فوزي القاوقجي قائدُ جيش الإنقاذ في فلسطين عام 1947م - 1948م.

في ظلِّ الاستعمار البريطاني وهجرةُ اليهود لفلسطين وهُجوم العصابات الصهيونيّة كالهاجانا وإرجون وغيرها على القُرى والمُدن الفلسطينيّة أدَّى كُلّ هذا إلى اندلاعِ ثورة فلسطين الكُبرى عام 1936م، وعلى أثرِ هذا قامَ القائدُ السُّوري فوزي القاوقجي بزيارةِ فلسطين وتحديدًا إلى أُمِّ الفحم ليقُوم بدروهِ بمُساعدةِ الثُّوَّار الفلسطينيِّين في جبالِ نابلس، وقد عرضَ عليهم الوحدة تحت قيادة واحدة، وعيّنوا اجتماعا لذلك وكانَ في منطقةِ أُمّ الفحم وتحديدًا في المُعلَّقة، بما أنّها قريبة من الشَّارعِ العامّ المارّ بوادي عارة ليتسنَّى لهُم مُراقبة الجيش عن كثب.
ولمَّا علمَ أهالي أُمّ الفحم بقُدومِ القائدُ فوزي القاوقجي جاءوا ليستقبلوهُ وليكرموهُ فأخذوا يذبحون الخرافَ والدّجاجَ، فذُهلَ القائدُ فوزي القاوقجي من كَرَمِ أهالي أُمّ الفحم فأخذَ يقولُ: «والله إنّه كانَ بوُدّي أن يكونَ اِسْمُكِ أُمّ الفخر، ولكن لا بأس بِاِسْمِ أُمّ الفحم؛ فإنَّ الفحمُ عندما يُذَكَّى يلتهبُ ويكُون جمرًا، وأُمّ الفحم هي مجموعةٌ من الجمرِ الذي يخرقُ أكبادَ المُستعمرين بإذنِ الله».
وعندما جاء القائدُ فوزي القاوقجي ليستريح فإذ بإمرأةٍ مُسنّة تتسائل: «وين البيك؟» فاستقبلها وهُو جالسٌ تحتَ شجرةِ رُمَّان، وأعطتهُ مالاً كانت قد إدخرته للقيامِ بالحجِّ ولكن عند علمها بقُدومه أعطتهُ المال لشراءِ الأسلحة للثُوَّار، فقال: «الله يحيّي نسائكُم ورجالكُم يا أهلَ جبل نابلس». وكانَ قد أنشدَ الفحماويُّون لهُ:

## السكان

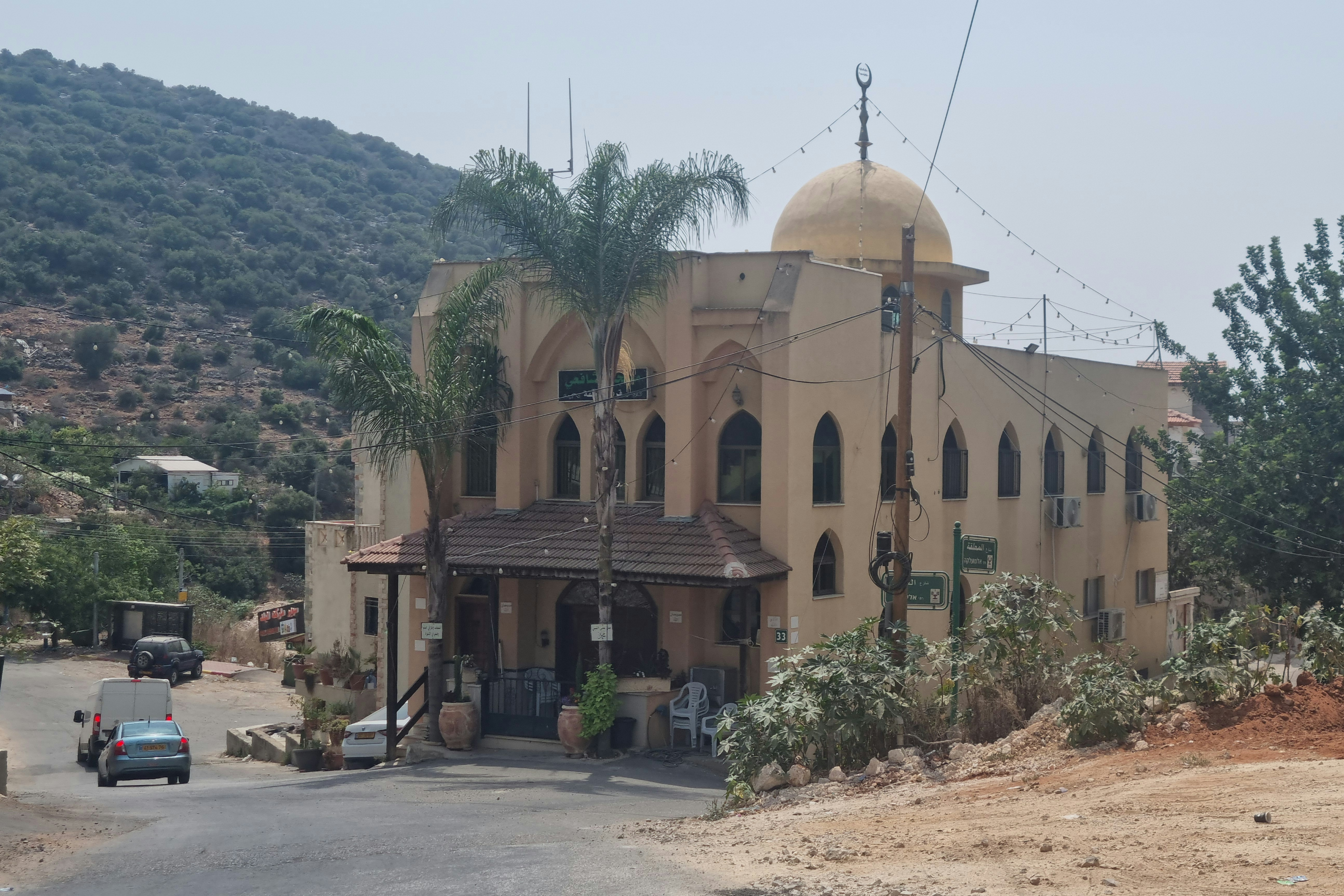
يقع في الحي مسجد الشافعي، وهو المسجد الوحيد فيه.

يبلغ عدد سكان الحي نحو 350 نسمة.

### أعلام
يُنسب إلى الحي داهود أبو عطية وأخوه أسعد أبو عطية، وهما من المشاركين في ثورة فلسطين الكبرى (1936–1939) ضد الانتداب البريطاني.

## المرافق والخدمات

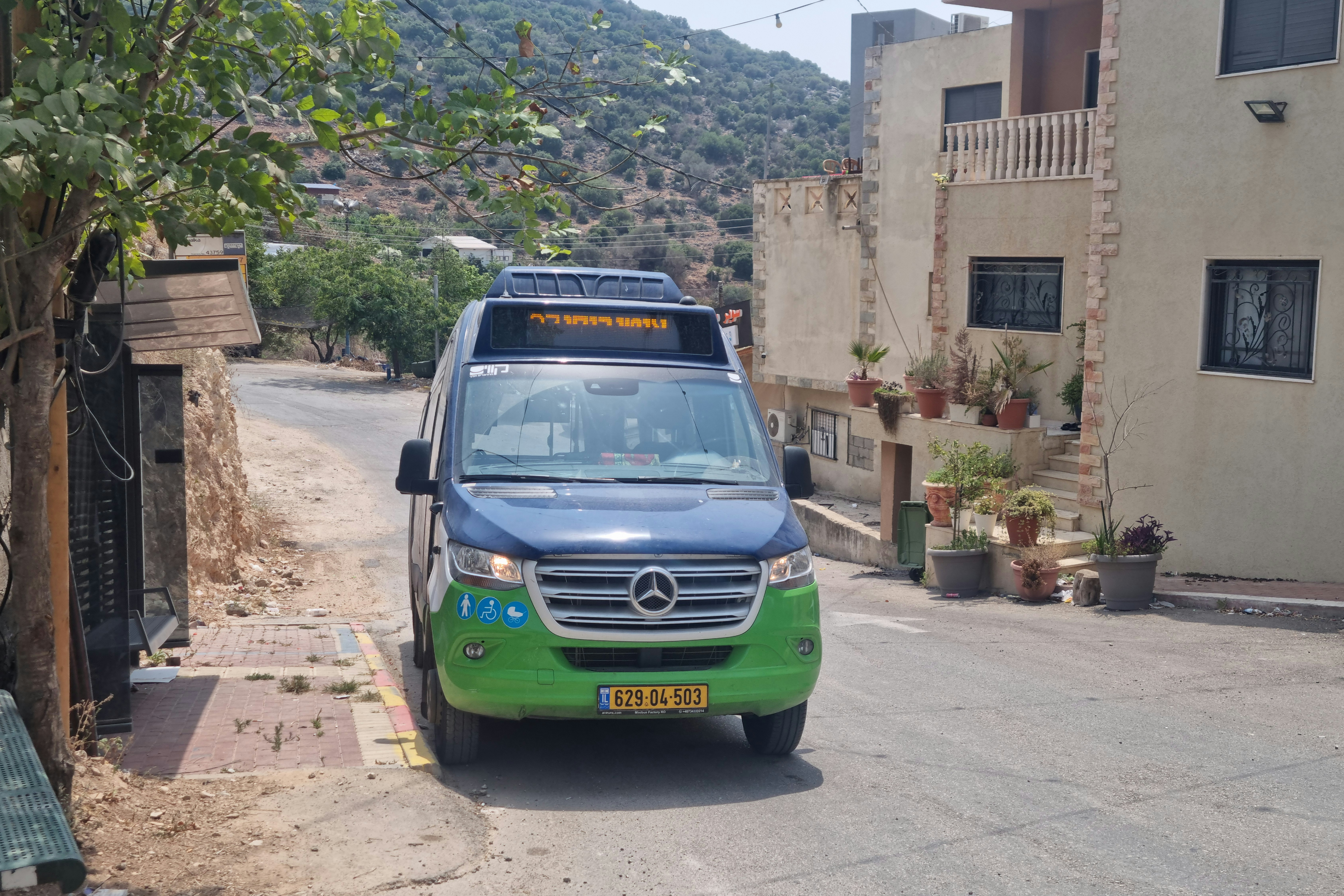
يخدم الحي خط الحافلات رقم 27، الذي يربط الحي بمركز المدينة.

يضم الحي عين ماء يستخدمها الأهالي، إضافة إلى ملعب كرة قدم، مسجد، وروضة أطفال. يتلقى طلاب الحي تعليمهم في مدارس مدينة أم الفحم. 

### مواصلات
في 23 أغسطس 2024 بدأت خدمة المواصلات العامة تصل إلى الحي عبر تشغيل خط الحافلات رقم 27، الذي يربط الحي بمركز المدينة وصولًا إلى محطة الحافلات المركزية. ويعمل الخط من الأحد حتى الخميس بواقع رحلة كل 20 دقيقة تقريبًا من الساعة 05:00 صباحًا حتى 23:00 ليلًا، مع رحلة إضافية عند الساعة 23:30. أما يوم الجمعة، فتبدأ الرحلات عند الساعة 05:20 صباحًا وتستمر حتى 16:20 بعد الظهر، بمعدل رحلة كل 20 دقيقة تقريبًا. وفي يوم السبت، تُستأنف الخدمة مساءً عند الساعة 20:40 وتستمر حتى 23:00 بواقع رحلة كل 20 دقيقة، مع رحلة إضافية عند الساعة 23:30.